# Nerchau
Nerchau – dzielnica miasta Grimma w Niemczech, w kraju związkowym Saksonia, w okręgu administracyjnym Lipsk, w powiecie Lipsk (do 31 lipca 2008 w powiecie Muldental). Leży nad rzeką Mulda.
Do 31 grudnia 2010 samodzielne miasto.

## Współpraca
Miejscowość partnerska:
- Eriskirch, Badenia-Wirtembergia